# Raión de Kuibyshev (Donetsk)
Raión de Kúibyshev (en ucraniano: Куйбишевський район) es un raión o distrito urbano de Ucrania, en la ciudad de Donetsk. 
Comprende una superficie de 51 km².

## Demografía
Según estimación 2010 contaba con una población total de 107600 habitantes.